# Савоя-ді-Луканія
Савоя-ді-Луканія (італ. Savoia di Lucania) — муніципалітет в Італії, у регіоні Базиліката,  провінція Потенца.
Савоя-ді-Луканія розташована на відстані близько 300 км на південний схід від Рима, 23 км на захід від Потенци.
Населення — 1135 осіб (2014).
Щорічний фестиваль відбувається 16 серпня. Покровитель — святий Рох.

## Демографія
Населення за роками:

Станом на 1 січня 2023 року в муніципалітеті офіційно проживало 40 іноземців з 15 країн, серед них 7 громадян країн Євросоюзу та 7 громадян України.

## Сусідні муніципалітети
- Каджано
- Пічерно
- Сант'Анджело-Ле-Фратте
- Сатріано-ді-Луканія
- Тіто
- В'єтрі-ді-Потенца